# HMG-CoA redutase
HMG-CoA redutase (ou 3-hidroxi-3-methyl-glutaril-CoA redutase ou HMGR) é uma enzima da via do mevalonato, a via metabólica que produz o colesterol e outros isoprenóides. Esta enzima é o alvo para inúmeros fármacos disponíveis no mercado para baixar o colesterol conhecidos coletivamente como estatinas.
Em humanos, o gene para a HMG-CoA redutase está localizado no braço longo do quinto cromossomo (5q13.3-14). Enzimas relacionadas com a mesma função também estão presentes em outros animais, plantas e bactérias.
Se o nosso corpo produz muito HMG-CoA redutase, teremos colesterol alto e isso é um erro no código genético.